# Sigonella flygbas

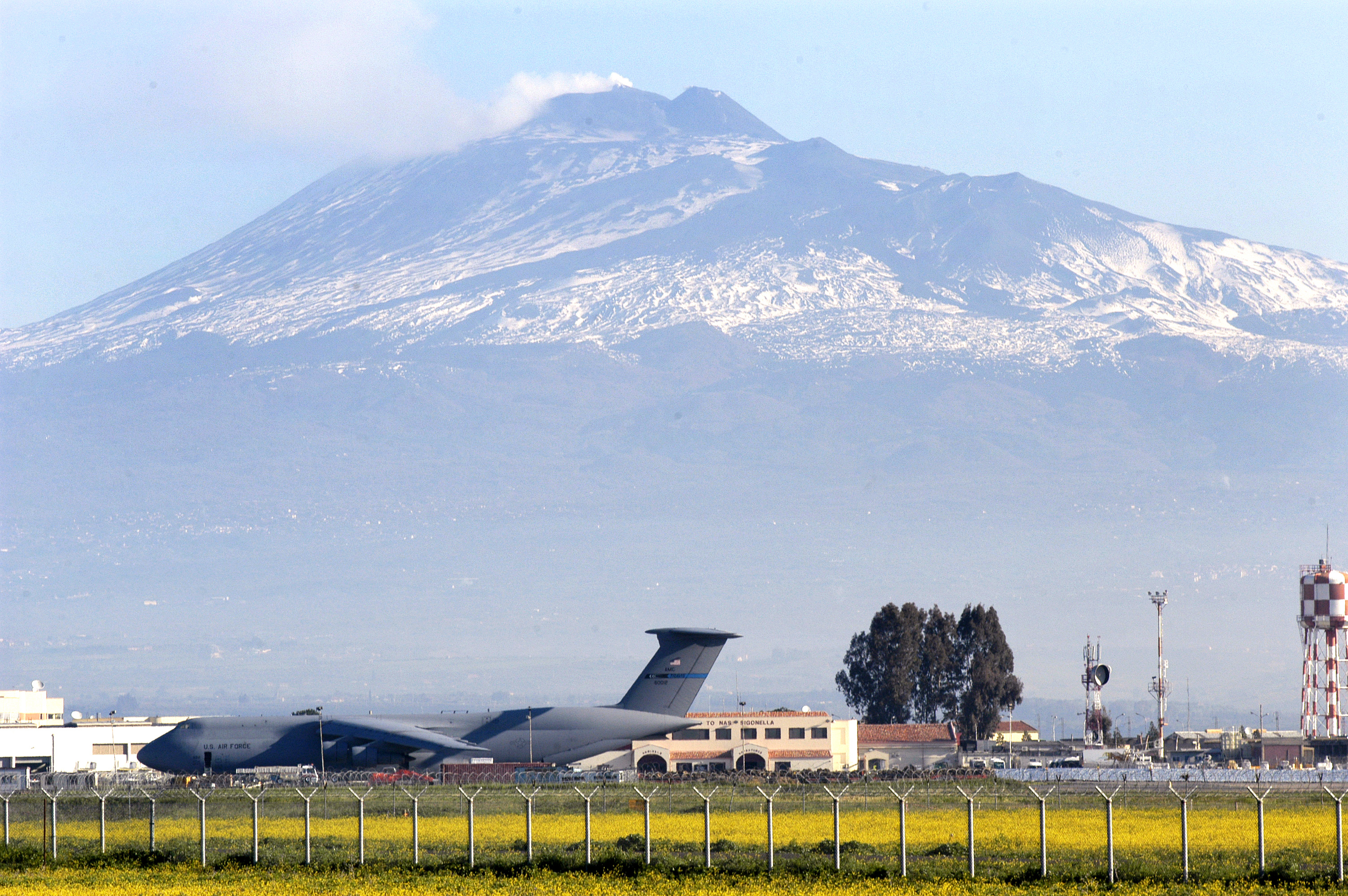
Naval Air Station Sigonella med vulkanen Etna i bakgrunden

Sigonella flygbas eller Naval Air Station Sigonella eller NATO Base Sigonella är en militär flygplats på Sicilien i  Italien som använts av både USA och Italien sedan 1959. Under tidiga 90-talet blev NATO-basen mycket omtalad i Italien då f.d maffiamedlemmar som kollaborerade med rättssystemet vittnade om att Cosa Nostra använde basen för att skeppa stora mängder heroin och andra illegala droger till USA.

## Bakgrund
Flygplatsen kallas "The Hub of the Med" (navet i Medelhavet) och är en militärinstallation för både USA:s flotta och Italiens flygvapen. Utöver det italienska flygvapnet fungerar basen som grupperingsort för mer än 40 andra amerikanska kommandon och förbandsenheter. Basen ligger 15 km väster och 11 km söder om staden Catania, och ca 40 km söder om berget Etna. Basen är geografiskt uppdelad i två områden, med 10-15 minuters körväg emellan, kallade Naval Air Station (NAS) I och II. NAS I var den ursprungliga basen, men är nu en ren administrativ bas medan NAS II är den delen som samgrupperar med det Italienska marinflyget. 
På grund av sitt läge i centrala Medelhavet används basen av både USA och dess allierade i olika insatser runt om Medelhavet.

## Verksamhet

### Svensk basering
Basen fungerade som bas för det svenska bidraget, Flyginsats Libyen, i samband med den Internationella militärinsatsen i Libyen. Det svenska bidraget bestod till en början av åtta stridsflygplan (JAS 39C), ett transport (TP 84D) och ett signalspaningsflygplan (S 102B Korpen), varav JAS 39 och TP 84 var de som var stationerade på Sigonella. Den svenska styrkan började att anlända till basen den 2 april 2011 och roterades i juni/juli 2011. Efter ca 2 månader övergick den svenska TP-84:an till 10-dagars insatsberedskap från Sverige och i samband med rotationen mellan FL01 och FL02 reducerades antalet stridsflygplan från åtta till fem. På FN-dagen måndagen den 24 oktober 2011 kl 11.36 landade en rote ur FL02, efter att genomfört det sista uppdragen över Libyen. Totalt redovisades 344 flygplansrörelser, 1001 flygtimmar och 1607 recceexrep:s  för den svenska insatsen. Den 25 oktober 2011 återvände de svenska stridsflygplanen till Sverige. Resan hem från Sigonellabasen gick över Bosnien, Kroatien, Ungern, Slovakien och Polen och avslutades över svenskt luftrum i pilformation över Blekings kust. Formationen leddes av divisionschefen Michael Lundquist. Övrig personal i den svenska insatsen lämnade Sigonellabasen i slutet av oktober 2011.